# Enganyapastors fosc
L'enganyapastors fosc (Antrostomus saturatus) és una espècie d'ocell de la família dels caprimúlgids (Caprimulgidae) que habita zones obertes de la selva humida i altres zones forestals de les muntanyes de Costa Rica i oest de Panamà.